# Materie
Materia (lat. materia = stofă, substanță) este un termen general pentru toate elementele care ne înconjoară și din care suntem alcătuiți și noi.
Din punctul de vedere al fizicii, materia este sub formă de substanță sau câmp.

Din punct de vedere filozofic materia este realitatea obiectivă înconjurătoare pe care o percepem cu ajutorul organelor de simț (V.I.Lenin)
Trăsăturile caracteristice care definesc materia sunt: masa, necesarul de spațiu, structura internă și energia termică internă a materiei: 

{\displaystyle E_{th}=m\;\cdot c\;\cdot T\!}
 T=temperatura absolută; m=masa c=capacitatea specifică termică (Ridicarea temperaturii determină creșterea energiei cinetice moleculare).

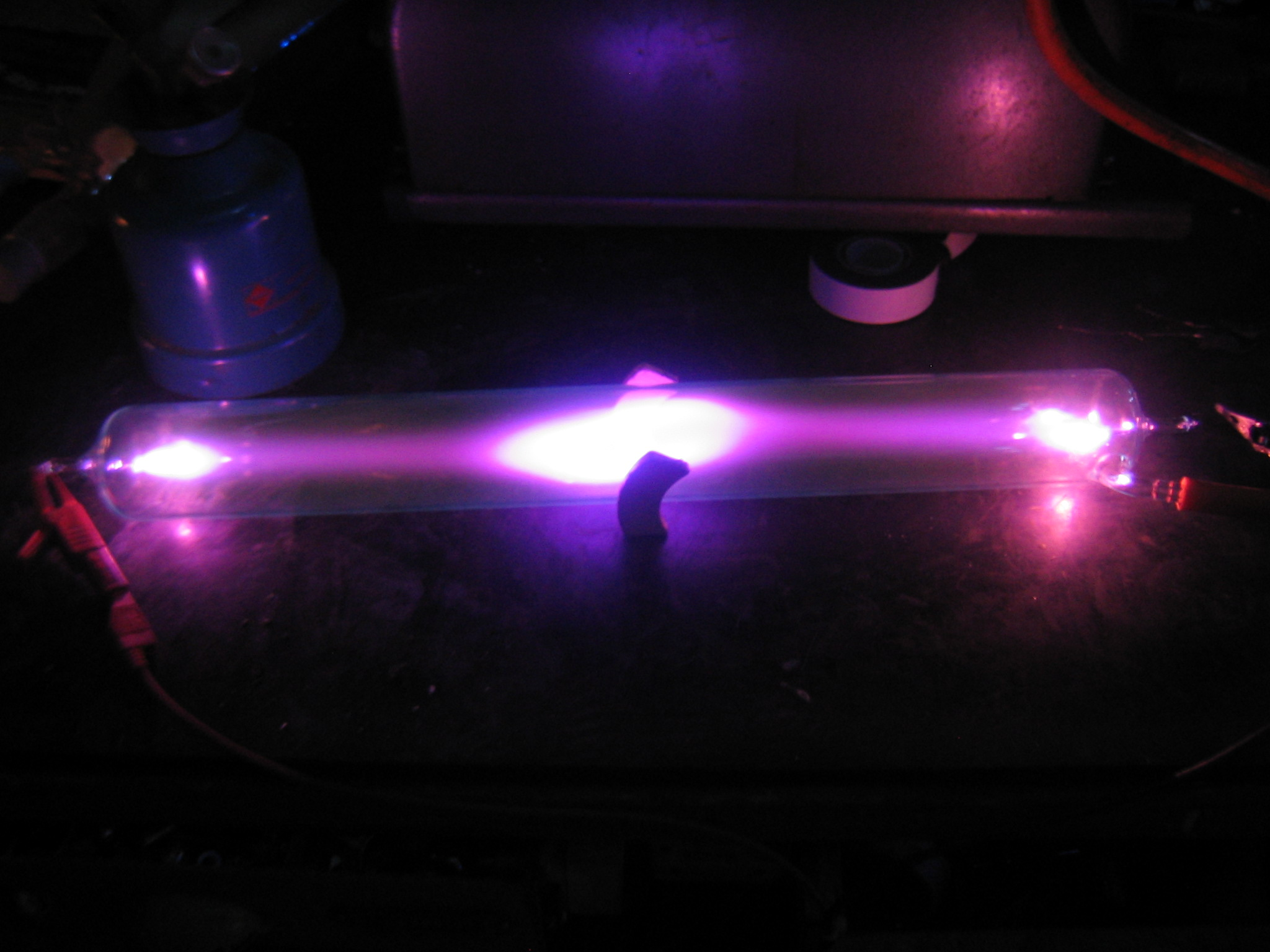
Plasma, deformată sub acțiunea unui câmp magnetic

## Generalități
Materia este compusă din particule divizibile ca atomi, care se grupează formând molecule.
Atomii la rândul lor sunt alcătuiți din protoni, neutroni și electroni numite și particule elementare care sunt frecvent numite materie.

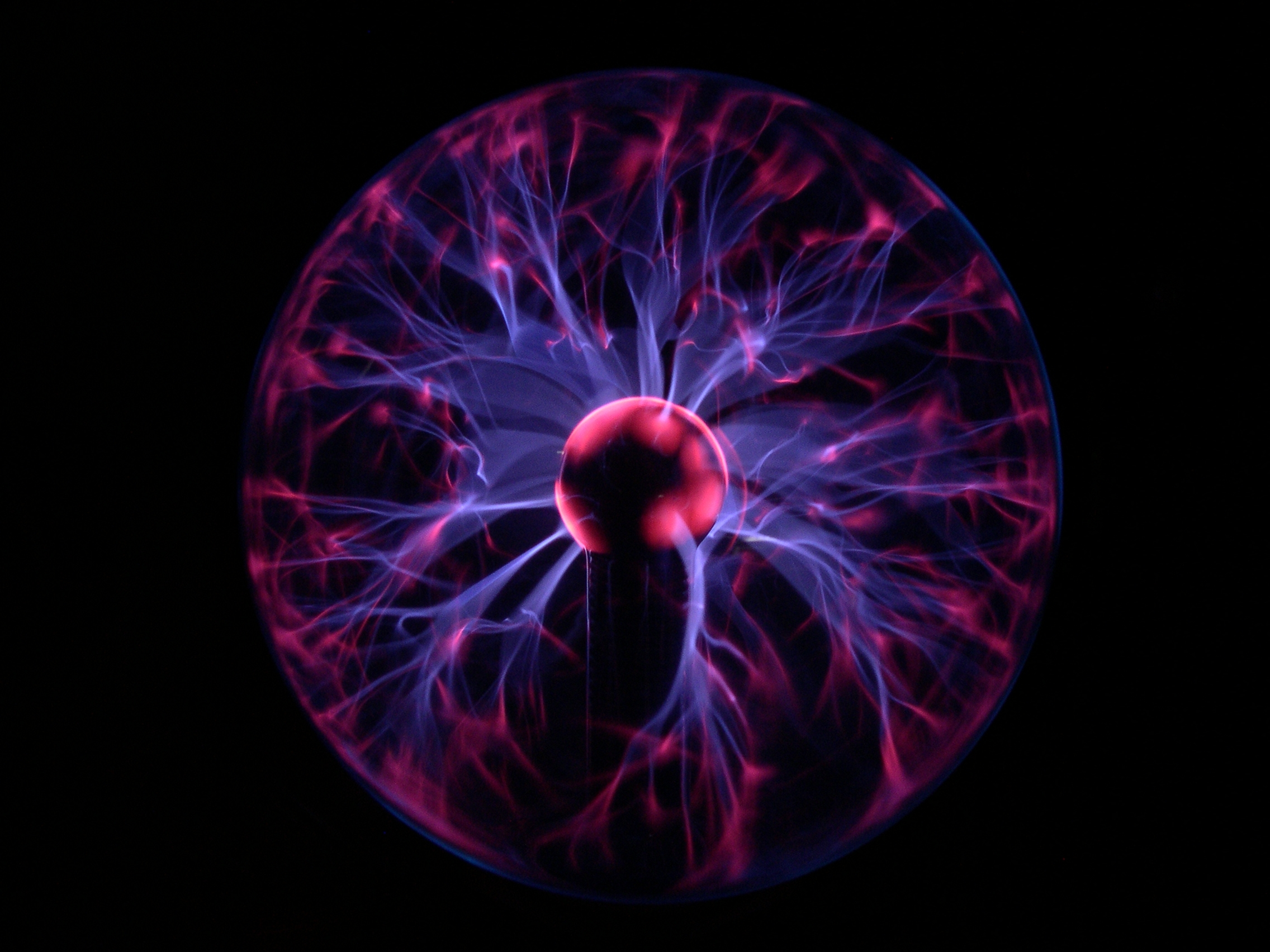
Plasmă

## Stările de agregare ale materiei
Stările de agregare sunt sub formă:
1. solidă
2. lichidă
3. gazoasă
4. plasmă (gaz ionizat cu o hidrodinamică magnetică)
5. condensat Bose-Einstein (engl.: Bose-Einstein condensate) - particule în aceași stare din punct de vedere a mecanicii cuantice.
6. condensat al ionilor Fermi - materie într-o stare suprafluidă la o temperatură apropiată de zero absolut (0 grade Kelvin)

Trecerea la o formă de agregare la alta cu fazele și fenomenele respective sunt studiate de termodinamică.

## Formarea materiei
Starea inițială a universului (engl. Big Bang = explozia cea mare) s-a format după teoriile mai noi materie, spațiu și timp.

Formarea universului

Această cantitate imensă de energie eliberată prin explozie a determinat expandarea celor patru dimensiuni ale spațiului și formarea într-o stare foarte densă în cantități mari a particulelor elementare, (protoni și neutroni) în așa-numita eră Hadron (interval de timp între 10-32 și 10-4 dintr-o secundă. În era Lepton, care a atins perioada de o secundă după explozia inițială, s-au format electronii; până la formarea acestora materia și antimateria s-au nimicit (anihilat) reciproc. In următoarea eră a radiațiilor se formează hidrogenul, deuterium și tritium.
La un milion de ani după explozia inițială începe era de azi era materiei, din norii de hidrogen se formează galaxii, stele, iar prin fuzionarea atomilor de hidrogen ia naștere helium, ca și celelate elemente chimice până la carbon și fier . Se presupune că prin coliziunea stelelor alcătuite din neutroni, ca și în supernove, s-au format elementele grele ca aur, plumb și uraniu.

## Proprietățile materiei
Proprietățile materiei sunt:
- Masa în sistemul SI este kilogramul, fiind determinat de forța de gravitație
- Volumul este mărimea locului ocupat în spațiu fiind exprimat de ex. în m3
- Structură exprimă felul construcției unui sistem de ex. structura cristalină
- Cantitate în sistemul SI unitatea cantității în chimie este molul
- Energie calorică este o mărime ce depinde de natura materiei

## Teorii despre materie
- Din punct de vedere filozofic materia este o temă controversată
- În antichitate era considerată materie elementele ca foc, apă, aer sau pământ.
- În Evul Mediu teoria despre materie se bazează pe teoria scolastică a lui Aristotel care acceptă existența sufletului care stă la baza materiei.
- Filozofia materialistă consideră ca la baza lumii ca și a tuturor fenomenelor stă materia.
- Filozofia idealistă cosideră că ideea stă la baza lumii materiale, și că ideea generează materia
- Din punct de vedere teologic materia este rezultatul creației divine, această teorie este pusă la îndoială după apariția teoriei evoluționiste a lui Darwin.

## Sursa
- de:Materie#Eigenschaften von Materie